# Liste der Gesandten des Kantons Aargau an die eidgenössische Tagsatzung
Dies ist eine Liste der Gesandten des Aargaus an die eidgenössische Tagsatzung. Die Liste ist ab 1814 – was die in den Verzeichnissen der Abschiede genannten Gesandten betrifft – vollständig.
| Tagsatzung   | Gesandter                    | Ämter                                                        |
| ------------ | ---------------------------- | ------------------------------------------------------------ |
| 1814         | Karl Fetzer                  | Regierungsrat                                                |
| 1814         | Franz Hürner                 | Appellationsrat                                              |
| 1816         | Karl Friedrich Zimmermann    | Bürgermeister                                                |
| 1816         | Friedrich Jehle              | Oberappellationspräsident                                    |
| 1817         | Karl Fetzer                  | Burgermeister                                                |
| 1817         | Franz Hürner                 | Mitglied des Grossen Rats, Mitglied des Appellationsgerichts |
| 1818         | Franz Hürner                 | Regierungsrat                                                |
| 1818         | Friedrich Jehle              | Appellationsgerichtspräsident                                |
| 1819         | Karl Fetzer                  | Burgermeister                                                |
| 1819         | Karl Bertschinger            | Mitglied des Grossen Rats                                    |
| 1820         | Johannes Herzog von Effingen | Bürgermeister                                                |
| 1820         | Friedrich Jehle              | Appellationsgerichtspräsident                                |
| 1821         | Karl Fetzer                  | Bürgermeister                                                |
| 1821         | Hieronimus Hünerwadel        | Stadtammann, Mitglied des Grossen Rats                       |
| 1822         | Johannes Herzog von Effingen | Bürgermeister                                                |
| 1822         | Johann Baptist Jehle         | Appellationsgerichtspräsident                                |
| 1823         | Karl Fetzer                  | Bürgermeister                                                |
| 1823         | Hieronimus Hünerwadel        | Stadtammann, Mitglied des Grossen Rats                       |
| 1824         | Johannes Herzog von Effingen | Bürgermeister                                                |
| 1824         | Johann Baptist Jehle         | Appellationsgerichtspräsident                                |
| 1825         | Karl Fetzer                  | Bürgermeister                                                |
| 1825         | Franz Ludwig Hürner          | Mitglied des Appellationsgerichts                            |
| 1826         | Johannes Herzog von Effingen | Bürgermeister                                                |
| 1826         | Johann Baptist Jehle         | Appellationsgerichtspräsident                                |
| 1827         | Karl Fetzer                  | Bürgermeister                                                |
| 1827         | Rudolf Feer                  | Mitglied des Grossen Rats                                    |
| 1828         | Johannes Herzog von Effingen | Bürgermeister                                                |
| 1828         | Johann Baptist Jehle         | Appellationsgerichtspräsident                                |
| 1829         | Karl Fetzer                  | Bürgermeister                                                |
| 1829         | Karl Bertschinger            | Mitglied des Grossen Rats                                    |
| 1830 Juli    | Johannes Herzog von Effingen | Bürgermeister                                                |
| 1830 Juli    | Johann Baptist Jehle         | Appellationsgerichtspräsident                                |
| 1830 Dez.    | Franz Ludwig Hürner          | Regierungsrat                                                |
| 1830 Dez.    | Joseph Brentano              | Mitglied des Grossen Rats                                    |
| 1830 Dez.    | Ignaz Moser                  | Mitglied des Grossen Rats                                    |
| 1831 Juli    | Karl Bertschinger            | Mitglied des Grossen Rats                                    |
| 1831 Juli    | Gregor Lützelschwab          | Mitglied des Grossen Rats                                    |
| 1831 Dez.    | Karl Rudolf Tanner           | Oberrichter                                                  |
| 1831 Dez.    | Kaspar Leonz Bruggisser      | Bezirksgerichtspräsident                                     |
| 1832 März    | Karl Rudolf Tanner           | Oberrichter                                                  |
| 1832 März    | Kaspar Leonz Bruggisser      | Bezirksgerichtspräsident                                     |
| 1832 Juni    | Karl Rudolf Tanner           | Oberrichter                                                  |
| 1832 Juni    | Kaspar Leonz Bruggisser      | Bezirksgerichtspräsident, Mitglied des Grossen Rats          |
| 1832 Juli    | Karl Rudolf Tanner           | Mitglied des Grossen Rats                                    |
| 1832 Juli    | Eduard Dorer                 | Mitglied des Grossen Rats                                    |
| 1833         | Joseph Anton Fetzer          | Mitglied des Grossen Rats                                    |
| 1833         | Heinrich Zschokke            | Mitglied des Grossen Rats                                    |
| 1834         | Joseph Anton Fetzer          | Mitglied des Grossen Rats                                    |
| 1834         | Heinrich Zschokke            | Mitglied des Grossen Rats                                    |
| 1835         | Joseph Anton Fetzer          | Oberstlieutenant, Präsident des Grossen Rats                 |
| 1835         | Ludwig Berner                | Mitglied des Grossen Rats                                    |
| 1836         | Kaspar Leonz Bruggisser      | Bezirksgerichtspräsident von Laufenburg                      |
| 1836         | Ludwig Berner                | Bezirksgerichtsschreiber von Kulm, Mitglied des Grossen Rats |
| 1837         | Kaspar Leonz Bruggisser      | Mitglied des Grossen Rats                                    |
| 1837         | Heinrich Zschokke            | Mitglied des Grossen Rats                                    |
| 1838         | Kaspar Leonz Bruggisser      | Mitglied des Grossen Rats                                    |
| 1838         | Karl Blattner                | Gerichtspräsident in Aarau, Mitglied des Grossen Rats        |
| 1839         | Eduard Dorer                 | Landesstatthalter                                            |
| 1839         | Friedrich Siegfried          | Präsident des Grossen Rats                                   |
| 1840         | Eduard Dorer                 | Regierungsrat                                                |
| 1840         | Karl Ludwig Ringier          | Staatsschreiber, Mitglied des Grossen Rats                   |
| 1841 April   | Joseph Wieland               | Regierungsrat                                                |
| 1841 April   | Augustin Keller              | Seminardirektor, Vizepräsident des Grossen Rats              |
| 1841 April   | Friedrich Siegfried          | Mitglied des Grossen Rats                                    |
| 1841 Juli    | Joseph Wieland               | Regierungsrat                                                |
| 1841 Juli    | Friedrich Siegfried          | Mitglied des Grossen Rats                                    |
| 1842         | Joseph Wieland               | Regierungsrat                                                |
| 1842         | Karl Blattner                | Vice-Präsident des Grossen Rats                              |
| 1843         | Joseph Wieland               | Landammann                                                   |
| 1843         | Adolf Fischer                | Grossratspräsident, eidgenössischer Major                    |
| 1844 Juni    | Friedrich Siegfried          | Landammann                                                   |
| 1844 Juni    | Augustin Keller              | Seminardirektor                                              |
| 1844 Juli    | Friedrich Siegfried          | Landammann                                                   |
| 1844 Juli    | Augustin Keller              | Seminardirektor                                              |
| 1845 Februar | Joseph Wieland               | Regierungsrat                                                |
| 1845 Februar | Augustin Keller              | Seminardirektor, Mitglied des Grossen Rats                   |
| 1845 Juli    | Friedrich Frei-Herosé        | Landammann, eidgenössischer Oberst                           |
| 1845 Juli    | Peter Bruggisser             | Mitglied des Grossen Rats                                    |
| 1846         | Friedrich Frei-Herosé        | Landesstatthalter, eidgenössischer Oberst                    |
| 1846         | Plazid Weissenbach           | Oberrichter, Präsident des Grossen Rats                      |
| 1847         | Friedrich Frei-Herosé        | Regierungsrat, eidgenössischer Oberst                        |
| 1847         | Plazid Weissenbach           | Mitglied des Grossen Rats                                    |
| 1848         | Friedrich Siegfried          | Landesstatthalter, eidgenössischer Oberst                    |
| 1848         | Joseph Ulrich Hanauer        | Grossratspräsident                                           |